# グルノーブル・ルーヴル宮音楽隊
グルノーブル・ルーヴル宮音楽隊（レ・ミュジシャン・デュ・ルーヴル・グルノーブル、仏: Les Musiciens du Louvre Grenoble）は、フランス・グルノーブルを本拠として活動する古楽器オーケストラ及び合唱団である。フランス各地での演奏活動はもとより、ザルツブルク音楽祭やエクサンプロヴァンス音楽祭、またロンドンのBBCプロムス等のヨーロッパ各地の主要フェスティヴァルへ常時招待されている。

## 沿革
1982年にマルク・ミンコフスキにより設立され、1996年より本拠地をグルノーブルに移した。活動初期はフランスのバロック音楽が中心だったが、近年はピリオド・アプローチの延長として19世紀や20世紀初頭の楽器を使用してモーツァルトはもとよりオッフェンバック、ベルリオーズやストラヴィンスキー、またはチャイコフスキーの作品等までレパートリーを広げている。

## 活動・録音
レコーディングはドイツ・グラモフォン、エラート・レーベルやアルヒーフ・レーベルに行われており、リュリやラモーの作品集、ヘンデルやグルックのオペラ、マーラー室内管弦楽団との合同によるベルリオーズ「幻想交響曲」、オッフェンバックのオペレッタ、モーツァルトの交響曲などがある。
フランスはもとよりドイツ、ベルギー、オランダ、アメリカ等の多国籍のメンバーから構成されるこのオーケストラにはヴァイオリンのコナカ・マリオ、依田幸司や首席ホルンの根本雄伯、パーカッションの南恵理子などの日本人演奏家の姿もみられる。